# Mala gora (planota)
Mala gora je planota na pobočju Čavna na južnem obrobju Trnovskega gozda.
Stisnjena je med višji Čaven in strme apnenčaste stene nad Vipavsko dolino.